# Pelekium chenagonii
Pelekium chenagonii là một loài Rêu trong họ Thuidiaceae. Loài này được (Müll. Hal. ex Renauld & Cardot) Touw mô tả khoa học đầu tiên năm 2001.